# 新谷勝利
新谷 勝利（しんたに かつとし、1946年 - ）は、日本の情報技術者である。

## 人物
1969年京都大学卒、同年日本IBM入社。入社以来一貫してソフトウェアエンジニアリングに関連する調査、研究、実践をしてきた。
1998年 - 2003年　AFS_(交換留学)日本支部事務局長

2004年9月より（独）情報処理推進機構、ソフトウェア・エンジニアリング・センター勤務
2017年4月より早稲田大学卯ローバルソフトウェアエンジニアリング研究所招聘研究員
2017年4月より慶應義塾大学システムズデザイン・マネジメント研究所研究員
2020年4月からは、早稲田大学招聘研究員
上記勤務のかたわら、ISO/IEC 33004 editorを務めた。国際規格、日本産業規格の制定に、情報処理学会情報規格調査会SC7幹事、SC7/WG10主査、などとして貢献した。JAXA/IPA クリティカルソフトウェアワークショッププログラム委員などを歴任した。2008年には国際標準化貢献者表彰（産業技術環境局長表彰）を受賞している。愛知県立旭丘高等学校の2年生がアメリカで射殺された日本人留学生射殺事件に基づいて作成された「YOSHI基金」の活動を、AFS日本協会事務局長時代に支えた。

## 論文・雑誌記事
- (続・人生二毛作71)新谷勝利--IBMマンは高校生留学機関(AFS日本協会)の事務局長,  週刊東洋経済  (通号 5526) 1998-11-21 p.72～73
- 留学生と教育 高校生のアジア地域への短期派遣--派遣生の体験記から考える「今なぜアジアなのか?」新谷勝利,江夏啓子, 留学交流 / 日本学生支援機構 編 11(9) 1999-09 p.18～21
- 海外レポート SPICE Days 2007に参加して, 新谷勝利,  SEC journal / 情報処理推進機構技術本部ソフトウェア・エンジニアリング・センター 編 3(3) (通号 11) 2007-09 p.16～19
- 海外レポート 米国主要機関の取り組み状況から見た統合システムのディペンダビリティ確保に向けたエンジニアリング的課題について, 立石譲二,新谷勝利, SEC journal / 情報処理推進機構技術本部ソフトウェア・エン* ジニアリング・センター 編 6(3) (通号 24) 2010-10 p.150～153
- ソフトウェアプロセスアセスメントに関するSECでの取組み (ソフトウェアプロセスアセスメントの現状),新谷勝利, 標準化と品質管理 = Standardization and quality control 63(2) 2010-02 p.15～18
- エンタプライズ系 ビジネス・プロセス改善の推進 (特集 SEC2010年度活動概要), 新谷勝利,室谷隆,倉持俊之,  SEC journal / 情報処理推進機構技術本部ソフトウェア・エンジニアリング・センター 編 7(2) (通号 27) 2011-06 p.76～78
- IPA FORUM 2011 招待講演より ソフトウェアの品質保証とテスト : メトリクスと測定、明確な記述、そして管理可能なプロセスの三本の柱がより信頼できるソフトウェア開発に寄与する, ポール・イー ブラック,新谷勝利, SEC journal / 情報処理推進機構技術本部ソフトウェア・エンジニアリング・センター 編 7(4) (通号 29) 2012-01 p.156-162
- SECエンタプライズ系プロジェクト解説 企業・組織の目標達成とIT導入計画の整合化を実現するための手法推進 : 目標達成のための戦略展開と、それを支援するIT導入計画の整合化手法｢GQM+Strategies｣, 新谷勝利,平林大典, SEC journal / 情報処理推進機構技術本部ソフトウェア・エンジニアリング・センター 編 8(3) (通号 32) 2012-09 p.121-124
- SEC統合系プロジェクト解説 形式手法入門教材の開発 : 形式手法はハードルが高いという誤解を払拭するために, 新谷勝利,  SEC journal / 情報処理推進機構技術本部ソフトウェア・エンジニアリング・センター 編 8(3) (通号 32) 2012-09 p.125-128
- SWEBOK V3.0の紹介, 新谷勝利, SEC journal / 情報処理推進機構技術本部ソフトウェア・エンジニアリング・センター 編 10(1) (通号 38) 2014-03 p.36-41
- SWEBOK V3.0日本語訳版の連続紹介(3の1), 新谷勝利,  SEC journal / 情報処理推進機構技術本部ソフトウェア・エンジニアリング・センター 編 10(6) (通号 43) 2015-03 p.48-51
- SWEBOK V3.0日本語訳版の連続紹介(3の2), 新谷勝利, SEC journal / 情報処理推進機構技術本部ソフトウェア・エンジニアリング・センター 編 11(1) (通号 44) 2015-07 p.48-51
- SWEBOK V3.0日本語訳版の連続紹介(3の3), 新谷勝利, SEC journal / 情報処理推進機構技術本部ソフトウェア・エンジニアリング・センター 編 11(2) (通号 45) 2015-09 p.38-43
- GQM+Strategiesによる組織目標と戦略の整合化及び目標定量管理の実践と拡張 : SEC WG及び早稲田大学ゴール指向経営研究会の活動より, 鷲崎弘宜,新谷勝利,青木耀平,志村千万輝,野村典文, SEC journal / 情報処理推進機構技術本部ソフトウェア・エンジニアリング・センター 編 12(4) (通号 51) 2017-03 p.56-61

## 翻訳
- 構造化システム設計への実践的ガイド, M.ペイジ=ジョーンズ 著,久保未沙, 新谷勝利 共訳 近代科学社 1991